# Костиш (Караш-Северин)
Костиш (рум. Costiș) насеље је у Румунији у округу Караш-Северин у општини Корнерева. Oпштина се налази на надморској висини од 693 m.

## Становништво
Према подацима из 2002. године у насељу је живело 33 становника, од којих су сви румунске националности.